# Marta Martín (Schauspielerin, 1990)
Marta Martín Jurado (* 1990 in Madrid) ist eine spanische Schauspielerin.

## Biografie
Martín wurde 1990 in Madrid geboren. Ihr Debüt gab sie 2009 in dem Film Gordos. Anschließend war sie 2010 in der Fernsehserie La pecera de Eva zu sehen. Im selben Jahr trat sie in Drei Meter über dem Himmel auf. Danach setzte sie 2011 ihre Karriere in Atracones fort. 
Unter anderem spielte sie 2013 in Pipas mit. Außerdem wurde Martín 2015 für den Film Bienvenidos al Fin del Mundo gecastet. 2020 bekam sie in der Serie Por H o por B die Hauptrolle.

## Filmografie
Filme
- 2009: Gordos
- 2010: Drei Meter über dem Himmel
- 2011: Atracones
- 2013: Pipas
- 2015: Bienvenidos al Fin del Mundo
- 2020: Salir del ropero

Serien
- 2010: La pecera de Eva
- 2014: Bienvenidos al Lolita
- 2015: Olmos y Robles
- 2020: Por H o por B